# Zniev (Žiar)
Zniev  (985 m n. m.) je třetí nejvyšší vrch pohoří Žiar. Nachází se přibližně 10 km severozápadně od Turčianských Teplic. Na vrcholu se nacházejí zříceniny Znievského hradu.

## Poloha
Nachází se v severní, nejvyšší části pohoří Žiar, v geomorfologickém podcelku Sokol. Vrch leží v Žilinském kraji, na území okresu Martin a v katastrálním území obce Kláštor pod Znievom. Masiv leží v povodí řeky Turiec.

## Popis
Vrchol je nejsevernějším masivem pohoří Žiar, je oddělen výrazným sedlem od masivu Chlievisk (1 024 m n. m.), nejvyššího vrchu horského celku Žiar. Představuje tedy zakončení hřebene. Severní svahy odvodňují přítoky potoka Vríca, východní svahy odvádějí vodu menšími přítoky Znievského potoka a potokem Vedžer přímo řece Turiec. Převážná část vrchu je hustě zalesněná a poskytuje tak jen velmi omezené výhledy, výjimkou je vrcholová část s ruinou Znievského hradu, odkud jsou výhledy možné.

### Výhledy
Díky nadmořské výšce a poloze nabízí vrchol Znievu zajímavý výhled na okolní vrchy, sousední Malou Fatru a Turčianskou kotlinu. Nejvyšší, jihozápadně situovaná část i lokalita hradu však při vhodných podmínkách umožňují pozorovat sousední pohoří Velká Fatra a Kremnické vrchy, při troše štěstí i Velký Choč a vrcholky Oravské Magury a Západních Tater.

## Přístup
- po  značce z Kláštora pod Znievom[1]